# Letališče Ivalo
Letališče Ivalo (IATA: IVL; ICAO: EFIV) je letališče na Finskem, ki primarno oskrbuje Inari.